# Bright minds
Bright minds es una serie de televisión policiaca franco-belga cuyo nombre original es Astrid y Raphaëlle que se emitió en el Reino Unido como Astrid: Asesinato en París, en Polonia como "Kryminalne Geniuszki", en Estados Unidos simplemente como Astrid  y en España como Bright Minds (Mentes Brillantes). Fue creada por Alexandre de Seguins y Laurent Burtin. Se emitió por primera vez el 12 de abril de 2019 en France 2.
La serie es una coproducción de France Télévisions, JLA Productions, Be-Films y RTBF (televisión belga).
Cuenta con un dúo de mujeres policías: la inspectora Raphaëlle Coste (a la que se dirige como 'Inspectora'), una detective de policía impulsiva interpretada por Lola Dewaere, y la archivista autista Astrid Nielsen, interpretada por Sara Mortensen.

## Sinopsis
Al comienzo de la serie, Astrid Nielsen, de 30 años, es una mujer autista que trabaja discretamente como archivista para la policía judicial y conoce todos los casos que ha llevado. Conoce a Raphaëlle Coste, entonces encargada de una investigación sobre suicidios de médicos. Las dos mujeres solitarias se ayudan mutuamente: Astrid le ofrece a Raphaëlle una metodología y Raphaëlle le ofrece a Astrid ayuda conductual a cambio. Astrid usa su memoria y atención al detalle para resolver los casos criminales a los que se enfrenta Raphaëlle.

## Elenco

### Reparto principal

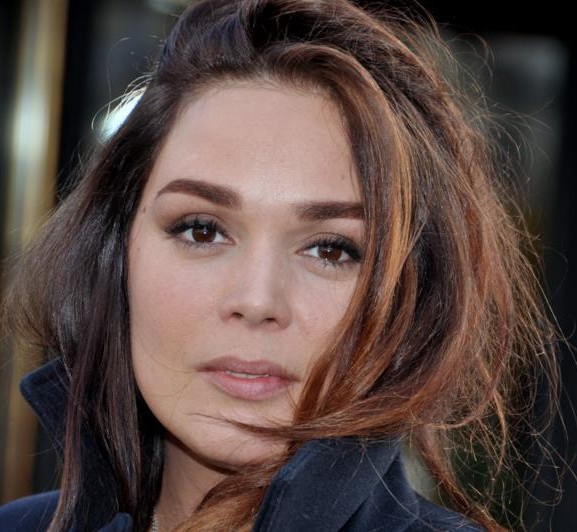
Lola Dewaere interpreta a la inspectora Raphaëlle Coste

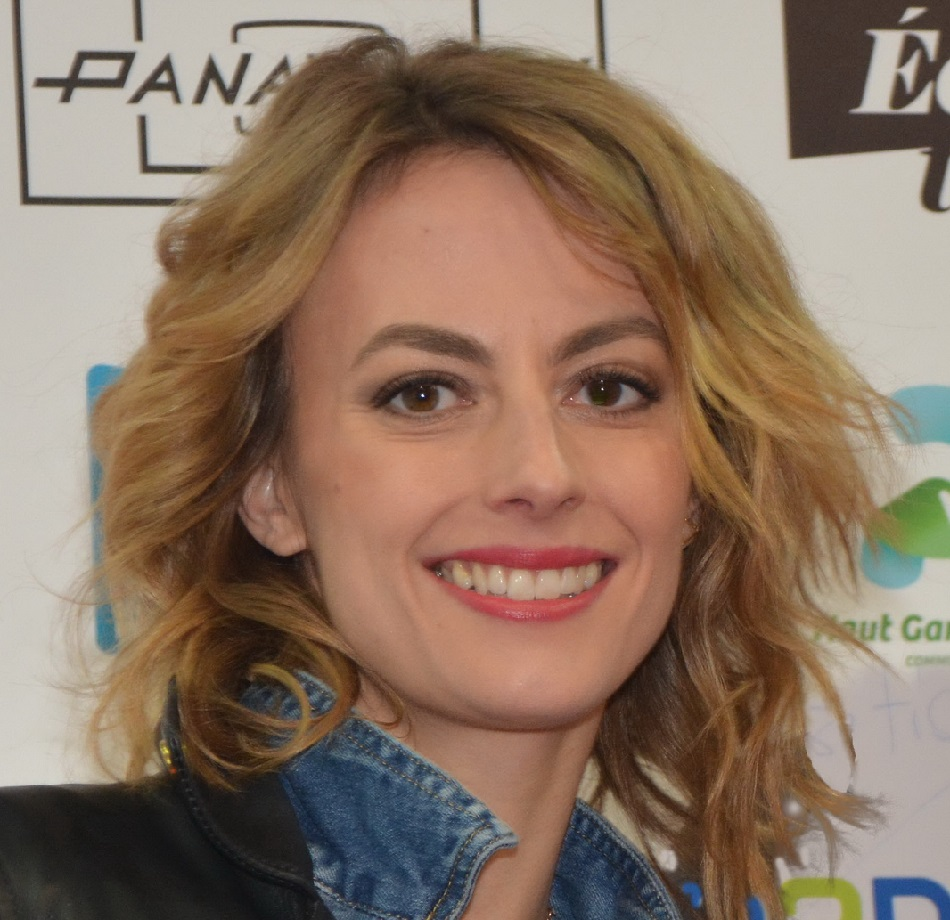
Sara Mortensen interpreta a la archivista Astrid Nielsen

Departamento de Policía Judicial (DPJ)
- Daniel Njo Lobé (pilot) / Jean-Louis Garçon (first season on): Comisario Carl Bachert
- Lola Dewaere: Inspectora Raphaëlle Coste
  - Chloé Chevallier: Raphaëlle como niña
- Benoît Michel: Capitán Nicolas Perran ('Nico')
- Meledeen Yacoubi: Teniente Arthur Enguien (temporadas 1-3)
- Sophia Yamna: Norah Shankar (temporada 4)

Documentación criminal
- Sara Mortensen: Astrid Nielsen, documentalista
  - Sylvie Filloux: Astrid Nielsen cuando era adolescente
- Geoffroy Thiebaut: Alain Gaillard, director de documentación criminal y tutor de Astrid (principal temporada 1, invitado temporadas 2 y 3)
- Laurent Lévy: Gilles, empleado de documentación criminal (recurrente temporada 1, invitado temporadas 2 y 3)

Otros funcionarios
- Husky Kihal : Henry Fournier, médico forense
- Bruce Tessore: Julien Frédéric, técnico científico de la policía
- Hubert Delattre: fiscal (temporada 2)

Familia de Astrid Nielsen
- Aliocha Itovich: Angus Nielsen, Padre de Astrid (recurrente en la temporada 1, invitado en las temporadas 2 y 3)
- Elisabeth Mortensen: Mathilde Nielsen, Madre de Astrid
- Handy Gedio : Niels, Medio hermano de Astrid (temporada 4)

Familia de Raphaëlle Coste
- Timi-Joy Marbot: Théo Coste, hijo de Raphaëlle
- Michel Bompoil: Philippe Coste, padre de Raphaëlle
- Octave Balekdjian: Benjamin Coste, hermano mayor de Raphaëlle

Grupo de apoyo para el autismo
- Jean-Benoît Souilh: William Thomas, líder del grupo
  - Hugo Horiot: Paul Thomas, médico y hermano de William (temporada 1, episodio 7)
  - Eléa Folcher: Camille Berezin, la novia de William
- Clément Lagouarde : Max
- Lizzy Brynn:Alice
- Clément Langlais: Benoît
- Angélique Bridoux: Camille (desde la temporada 3)

Otros
- Kengo Saito: Tetsuo Tanaka, sobrino del tendero, entonces novio de Astrid (desde la temporada 2)
- Akihiro Nishida: Apu Tanaka, el tendero de Astrid
- Valérie Kaprisky: Anne Langlais (desde la temporada 3)

## Producción

### Génesis y desarrollo
La idea de la serie se remonta a 2017; cuando sus productores querían crear un thriller en el que un personaje principal fuera autista. El guionista Alexandre de Seguins conoció a Jean-Sébastien Bouilloux, que trabajaba para el productor Jean-Luc Azoulay; el piloto fue aceptado para su emisión en France 2, en sustitución de la serie Caïn. Hippolyte Dard y Elsa Bennet dirigieron el piloto. Se ordenarían seis episodios más si el piloto cumplía los objetivos de audiencia.
El 25 de abril de 2019, Sara Mortensen anunció en su cuenta de Instagram que, tras el éxito del piloto, France 2 había encargado seis episodios de 52 minutos: "Emitido el pasado 12 de abril, el piloto de 90 minutos obtuvo una audiencia sólida. El nuevo dúo de heroínas de France 2 ahora tendrá derecho a una temporada completa. Después de reunir a cinco millones de espectadores en abril la noche de la emisión del piloto (20,7% PDA), Astrid y Raphaëlle obtuvieron luz verde de France 2 para una temporada 1 compuesta por seis episodios de 52 minutos".

### Rodaje
"Documentación Criminal", el lugar donde trabaja Astrid, es en realidad el edificio de los Archivos Departamentales del Val-de-Marne.
El rodaje de la temporada 1 tuvo lugar entre octubre de 2019 y enero de 2020 para su estreno en la primavera de 2020.
El rodaje de la segunda temporada tuvo lugar del 3 de agosto al 8 de diciembre de 2020. Entre los actores invitados se encuentran Pierre Palmade, Hubert Delattre, Alysson Paradis, Gérard Majax, Ingrid Juveneton, Kentaro y Richard Gotainer.
El rodaje de los 4 primeros episodios de la tercera temporada tuvo lugar del 30 de agosto al 28 de octubre de 2021, con los actores invitados Valérie Kaprisky, Stéphane Guillon, Bruno Wolkowitch y Michaël Cohen. Los últimos cuatro episodios se rodaron del 2 de noviembre al 21 de diciembre de 2021.
El rodaje de la cuarta temporada tuvo lugar del 16 de agosto al 6 de diciembre de 2022 en París y alrededores. Entre los invitados anunciados se encontraban Tom Villa, Philippe Chevallier, Stomy Bugsy, Xavier Gallais, Jean-Baptiste Guégan y Hélène Médigue.

## Transmisiones
En Francia, el piloto atrajo a 4,221 millones de espectadores, o un 19,5% de cuota de mercado, asegurando la emisión de otros ocho episodios en France 2. En Bélgica, el piloto atrajo a 236.000 espectadores cuando se emitió en La Une.
Los episodios que aparecen en la siguiente tabla se presentan en el orden de emisión en France 2.
| Temporada | Episodio Nº | Fecha de primera transmisión | Título                                                          | Espectadores | Porcentaje | Actores invitados                                                             |
| --------- | ----------- | ---------------------------- | --------------------------------------------------------------- | ------------ | ---------- | ----------------------------------------------------------------------------- |
| Piloto    | 0           | 12 Abril 2019                | Puzzle (Puzzle)                                                 | 4 221 000    | 19.5%      | Linda Massoz, Julien Prévost                                                  |
| 1         | 1           | 13 Marzo 2020                | Hantise 1 (Miedo obsersivo pt.1)                                | 3 895 000    | 16.3%      | Kamel Isker, Sarah Haxaire                                                    |
| 1         | 2           | 13 Marzo 2020                | Hantise 2 (Miedo obsesivo pt.2                                  | 3 470 000    | 16.4%      | Charlélie Couture                                                             |
| 1         | 3           | 20 Marzo 2020                | Chaînon manquant (Eslabon perdido)                              | 4 990 000    | 18.0%      | Richard Gotainer, Benjamin Egner                                              |
| 1         | 4           | 20 Marzo 2020                | Chambre close (El recinto cerrado)                              | 4 330 000    | 17.6%      | Stéphane Guillon, Ariel Wizman                                                |
| 1         | 5           | 27 Marzo 2020                | Fulcanelli (Fulcanelli)                                         | 4 760 000    | 17.1%      | Daniel Mesguich                                                               |
| 1         | 6           | 27 Marzo 2020                | L'homme qui n’existait pas (El hombre que no existía)           | 4 260 000    | 17.9%      | Fauve Hautot, Anne Le Nen                                                     |
| 1         | 7           | 3 Abril 2020                 | La Mort et Compagnie (La muerte y compañía)                     | 5 243 000    | 18.2%      | Raphael Mezrahi, Hugo Horiot                                                  |
| 1         | 8           | 3 Abril 2020                 | Invisible (Invisible)                                           | 4 750 000    | 19.1%      | Vincent Moscato, Gérard Miller                                                |
| 2         | 1           | 21 Mayo 2021                 | L'Étourneau (El estornino)                                      | 5 225 000    | 21.9%      | Pierre Palmade, Gérard Majax                                                  |
| 2         | 2           | 21 Mayo 2021                 | Irezumi (Irezumi)                                               | 4 480 000    | 20.6%      | Richard Gotainer, Kentaro                                                     |
| 2         | 3           | 28 Mayo 2021                 | Le Paradoxe de Fermi (La paradoja de Fermi)                     | 5 060 000    | 21.7%      | Alysson Paradis, Viktor Vincent                                               |
| 2         | 4           | 28 Mayo 2021                 | Point d'orgue (Calderón)                                        | 4 520 000    | 20.7%      | Ingrid Juveneton, Brigitte Aubry                                              |
| 2         | 5           | 4 Junio 2021                 | Circé (Circe)                                                   | 5 254 000    | 22.0%      | Sophie Duez, Louisy Joseph, Sébastien Chartier                                |
| 2         | 6           | 4 Junio 2021                 | Golem (Gólem)                                                   | 4 750 000    | 22.0%      | Mathieu Delarive, Avy Marciano, Félicité Chaton                               |
| 2         | 7           | 11 Junio 2021                | Le livre (El libro)                                             | 4 367 000    | 19.6%      | Tom Novembre, Paloma Coquant, Michel Bompoil                                  |
| 2         | 8           | 11 Junio 2021                | En garde à vue (Detenidas)                                      | 4 170 000    | 19.5%      | Émilie Dequenne, Hugo Horiot                                                  |
| 3         | 1           | 26 Agosto 2022               | Plan global (Plan global)                                       | 5 070 000    | 28.4%      | Camille de Pazzis, Michaël Cohen                                              |
| 3         | 2           | 26 Agosto 2022               | Memento Mori (Memento Mori)                                     | 4 650 000    | 28.8%      | Caroline Le Moing, Bruno Wolkowitch                                           |
| 3         | 3           | 2 Septiembre 2022            | Natifs (Nativos)                                                | 5 366 000    | 27.3%      | Valérie Kaprisky, Ben Feitelson, Lola Le Lann                                 |
| 3         | 4           | 2 Septiembre 2022            | La Chambre ouverte (La habitación abierta)                      | 4 680 000    | 27.0%      | Catherine Zavlav, Stéphane Guillon                                            |
| 3         | 5           | 9 Septiembre 2022            | Témoin (Testigo)                                                | 5 596 000    | 28.6%      | Lilou Fogli, Aksel Rivière                                                    |
| 3         | 6           | 9 Septiembre 2022            | Sang d'or (Sangre de oro)                                       | 4 870 000    | 28.1%      | Florence Thomassin, Ivan Franek                                               |
| 3         | 7           | 16 Septiembre 2022           | Les Fleurs du mal (Las flores del mal)                          | 5 390 000    | 26.8%      | Virginie Kartner, Philippe Duquesne                                           |
| 3         | 8           | 23 Septiembre 2022           | En souterrain (Soterrado)                                       | 5 182 000    | 25.2%      | Olivier Rabourdin, Roger Carnillac                                            |
| 4         | 1           | 10 Noviembre 2023            | L'Œil du dragon (El ojo del dragón)                             | 5 490 000    | 27.7%      | Tom Villa, Bernard Chabin, Damien Boisseau, Angèle Rohé                       |
| 4         | 2           | 10 Noviembre 2023            | Les 1001 nuits (Las mil y una noches)                           | 4 620 000    | 26.2%      | Philippe Chevalier, Nassima Benchicou, Mylène Tombonato, Shady Nafar          |
| 4         | 3           | 17 Noviembre 2023            | 10 000 mètres (30.000 pies)                                     | 5 360 000    | 26.4%      | Magali Heu, Stomy Bugsy, Jean-Baptiste Guegan, Guillaume Toucas               |
| 4         | 4           | 24 Noviembre 2023            | Immortel (Immortal)                                             | 5 110 000    | 26.5%      | Philippe Chevallier, Xavier Gallais, Ruben Badinter, Dorothée Brière          |
| 4         | 5           | 1 Diciembre 2023             | Le sacrifice du fou (El sacrificio del alfil)                   | 5 180 000    | 25.9%      | Philippe Chevallier, David Strajmayster, Damien Jouillerot, Sacha Tarantovich |
| 4         | 6           | 8 Diciembre 2023             | La passagère du temps (La viajera del tiempo)                   | 5 390 000    | 27.7%      | Franck Sémonin, Julie Delarme, Augustin Bonhomme, Sabine Perraud              |
| 4         | 7           | 15 Diciembre 2023            | L'Ankou (El Ankú)                                               | 5 020 000    | 24.9%      | Philippe Chevallier, Stéphane Boucher, Marie-Ange Casta, Théo Curin           |
| 4         | 8           | 22 Diciembre 2023            | Coupable (Culpable)                                             | 5 160 000    | 25.5%      | Catherine Marchal, Lola Marois, Christophe Mazière, Ludovic Laroche           |
| 5         | 1           | 8 Noviembre 2024             | On ne meurt qu'une seule fois (Sólo se muere una vez)           | 5 470 000    | 28,7 %     | Lorie Pester, Aurélien Wiik                                                   |
| 5         | 2           | 8 Noviembre 2024             | Mais c'est pour si longtemps (Pero dura demasiado)              | 5 190 000    | 30,5 %     | Lorie Pester, Aurélien Wiik                                                   |
| 5         | 3           | 15 Noviembre 2024            | Mandala (Mandala)                                               | 4 610 000    | 23,6 %     | Emmanuel Dorand, Jacky Nercessian                                             |
| 5         | 4           | 22 Noviembre 2024            | Le dernier des Aztèques (El último azteca)                      | 4 550 000    | 21,9 %     | Kevin Meffre, Charles Clément                                                 |
| 5         | 5           | 29 Noviembre 2024            | Le baptême des morts (El bautismo de los muertos)               | 4 514 000    | 24,5 %     | Jérôme Pauwels, Ariane Zantain, Sarah-Cheyenne Santoni                        |
| 5         | 6           | 6 Diciembre 2024             | Loup y es-tu ? (Lobo, ¿estás ahí?                               | 5 157 000    | 27,8 %     | Charlotte Gaccio, Doudou Masta, Nafy Souare                                   |
| 5         | 7           | 13 Diciembre 2024            | On achève bien les jockeys (Los jockeys también mueren)         | 4 843 000    | 24,6 %     | Lara Tavella, Védian Campo                                                    |
| 5         | 8           | 20 Diciembre 2024            | Un mariage et quatre enterrements (Una boda y cuatro funerales) | 4 777 000    | 24,4 %     | Alex Goude, Stéphane Guillon                                                  |

     Mayor audiencia
     Menor audiencia
El programa también se transmitió en EE.UU. y el Reino Unido, y en el canal en idioma galés S4C como "Astrid et Raphaëlle" con subtítulos en idioma galés junto con subtítulos en inglés opcionales disponibles.

## Reseñas
Según Julia Fernández de Allociné, la escena de discusión grupal entre personas autistas es una de las escenas más logradas del piloto, la debilidad de este episodio reside en cierta previsibilidad del resultado de la investigación policial.
Durante la emisión del piloto, la revista belga Moustique destacó un fuerte parecido con la serie estadounidense The Good Doctor: «Al igual que Shawn Murphy, Astrid atraviesa una situación familiar difícil, pero puede contar con la ayuda de su tutor. Al igual que el joven médico, logró superar el aislamiento provocado por su neurología atípica —gracias a su trabajo—, pero debe enfrentarse regularmente a la incomprensión de quienes no saben».
Al comienzo de la primera temporada, esta revista insistió en la dificultad de los guionistas para inventar historias con "personajes discapacitados": "Deben debatir entre el interés de la historia, el respeto por la corrección política y la preocupación por evitar la caricatura, en la que es fácil caer por el placer de un momento emotivo o una escena cómica". El periodista considera la apuesta bastante acertada: "Sin evitar todos los escollos, la serie realmente se sostiene y logra tratar el autismo de Astrid solo como un elemento, no como una definición de la joven".

## Características
Según Lola Dewaere, este thriller permite "otra mirada a la diferencia". Astrid se parece a una Sherlock Holmes femenina.
Según uno de los autores, Alexandre de Seguins, Astrid, a quien busca alejar lo más posible del cliché del genio autista, se inspira en las obras de Temple Grandin, quien le reveló «los elementos de su forma de ver el mundo, las dificultades de la vida cotidiana». También se inspiró en sus encuentros y conversaciones con Josef Schovanec, así como con una docena de personas autistas que leyeron y comentaron los textos de los episodios.
A uno de los 3 coautores de la serie se le ha diagnosticado síndrome de Asperger, un término utilizado anteriormente para describir una forma más leve de autismo. El actor autista Hugo Horiot interpreta a un personaje no autista en el episodio 7 de la temporada 1.

## Remake británico
El 27 de febrero de 2024, Matt Baker fue anunciado como el guionista principal de Patience, una adaptación al inglés de la serie. La serie cuenta con financiación de PBS y Beta Film y está protagonizada por Laura Fraser en el papel de Raphaelle y Ella Maisy Purvis, quien tiene autismo, en el de Astrid. Se emitió en Channel 4 en enero de 2025.